# Marty Riessen
Marty Riessen, né le 4 décembre 1941 à Hinsdale dans l'Illinois, est un ancien joueur de tennis professionnel américain.
Il a remporté 6 titres du Grand Chelem, 2 en double messieurs et 4 en double mixte.
Il a joué durant la campagne victorieuse de Coupe Davis en 1981, le double du lors premier tour du Groupe Mondial.
Il a disputé au moins un tournoi du Grand Chelem sur quatre décennies (les années 1950, 1960, 1970 et 1980).

## Parcours dans les tournois duGrand Chelem

### En simple
| Année | Open d'Australie | Open d'Australie | Internationaux de France | Internationaux de France | Wimbledon       | Wimbledon   | US Open         | US Open        | Open d'Australie | Open d'Australie |
| ----- | ---------------- | ---------------- | ------------------------ | ------------------------ | --------------- | ----------- | --------------- | -------------- | ---------------- | ---------------- |
| 1958  | —                | —                | —                        | —                        | —               | —           | 1er tour (1/64) | R. Holmberg    | n.o.             | n.o.             |
| 1959  | —                | —                | —                        | —                        | —               | —           | 1er tour (1/64) | D. Savitt      | n.o.             | n.o.             |
| 1960  | —                | —                | —                        | —                        | —               | —           | 2e tour (1/32)  | C. McKinley    | n.o.             | n.o.             |
| 1961  | —                | —                | —                        | —                        | 2e tour (1/32)  | R. Krishnan | 3e tour (1/16)  | R. Holmberg    | n.o.             | n.o.             |
| 1962  | —                | —                | —                        | —                        | —               | —           | 3e tour (1/16)  | R. Emerson     | n.o.             | n.o.             |
| 1963  | —                | —                | —                        | —                        | —               | —           | 1/4 de finale   | R. Osuna       | n.o.             | n.o.             |
| 1964  | —                | —                | —                        | —                        | 2e tour (1/32)  | R. Holmberg | 3e tour (1/16)  | A. Ashe        | n.o.             | n.o.             |
| 1965  | —                | —                | —                        | —                        | 1/4 de finale   | D. Ralston  | 1/8 de finale   | M. Santana     | n.o.             | n.o.             |
| 1966  | 1/8 de finale    | B. Bowrey        | 1er tour (1/64)          | A. Stone                 | 3e tour (1/16)  | M. Santana  | 1/8 de finale   | R. Emerson     | n.o.             | n.o.             |
| 1967  | —                | —                | —                        | —                        | 3e tour (1/16)  | J. Cooper   | 2e tour (1/32)  | B. Bowrey      | n.o.             | n.o.             |
| 1968  | —                | —                | 1er tour (1/64)          | R. Moore                 | 3e tour (1/16)  | R. Laver    | 2e tour (1/32)  | T. Ulrich      | n.o.             | n.o.             |
| 1969  | 1/8 de finale    | B. Buchholz      | 2e tour (1/32)           | F. Stolle                | 1er tour (1/64) | A. Ashe     | 1/8 de finale   | J. Newcombe    | n.o.             | n.o.             |
| 1970  | —                | —                | —                        | —                        | 1/8 de finale   | T. Roche    | 1er tour (1/64) | J-B. Chanfreau | n.o.             | n.o.             |
| 1971  | 1/4 de finale    | T. Okker         | 1/8 de finale            | F. Froehling             | 1/8 de finale   | O. Parun    | 1/4 de finale   | S. Smith       | n.o.             | n.o.             |
| 1972  | —                | —                | —                        | —                        | —               | —           | 3e tour (1/16)  | F. McMillan    | n.o.             | n.o.             |
| 1973  | —                | —                | —                        | —                        | —               | —           | 2e tour (1/32)  | O. Parun       | n.o.             | n.o.             |
| 1974  | —                | —                | 1/8 de finale            | H. Solomon               | 2e tour (1/32)  | G. Vilas    | 1/8 de finale   | V. Amritraj    | n.o.             | n.o.             |
| 1975  | —                | —                | —                        | —                        | 1/8 de finale   | B. Borg     | 1er tour (1/64) | J. Alexander   | n.o.             | n.o.             |
| 1976  | —                | —                | —                        | —                        | 2e tour (1/32)  | B. Borg     | 3e tour (1/16)  | I. Năstase     | n.o.             | n.o.             |
| 1977  | 1/8 de finale    | K. Rosewall      | —                        | —                        | 2e tour (1/32)  | J. Connors  | 2e tour (1/32)  | B. Gottfried   | —                | —                |
| 1978  | n.o.             | n.o.             | —                        | —                        | 3e tour (1/16)  | S. Mayer    | 3e tour (1/16)  | A. Panatta     | —                | —                |
| 1979  | n.o.             | n.o.             | —                        | —                        | 2e tour (1/32)  | J. Connors  | 2e tour (1/32)  | B. Gottfried   | —                | —                |
| 1980  | n.o.             | n.o.             | —                        | —                        | 1er tour (1/64) | I. Lendl    | 1er tour (1/64) | S. Glickstein  | —                | —                |

N.B. : à droite du résultat se trouve le nom de l'ultime adversaire.

### En double
Parcours en double à partir de 1968.
| Année | Open d'Australie        | Open d'Australie      | Internationaux de France | Internationaux de France | Wimbledon                 | Wimbledon               | US Open                    | US Open                 | Open d'Australie | Open d'Australie |
| ----- | ----------------------- | --------------------- | ------------------------ | ------------------------ | ------------------------- | ----------------------- | -------------------------- | ----------------------- | ---------------- | ---------------- |
| 1968  | —                       | —                     | —                        | —                        | 1er tour (1/32) T. Okker  | O. Davidson L. Hoad     | 1/4 de finale T. Okker     | J. Osborne J. McManus   | n.o.             | n.o.             |
| 1969  | 1/2 finale R. Moore     | K. Rosewall F. Stolle | 1/2 finale T. Okker      | Newcombe T. Roche        | Finale T. Okker           | Newcombe T. Roche       | 1/2 finale T. Okker        | K. Rosewall F. Stolle   | n.o.             | n.o.             |
| 1970  | —                       | —                     | —                        | —                        | 1/4 de finale T. Okker    | I. Năstase I. Țiriac    | 1/8 de finale T. Okker     | J. Connors P. Gonzales  | n.o.             | n.o.             |
| 1971  | Finale T. Okker         | Newcombe T. Roche     | Victoire A. Ashe         | T. Gorman S. Smith       | 2e tour (1/16) T. Okker   | C. Graebner T. Koch     | 1/2 finale T. Okker        | S. Smith Van Dillen     | n.o.             | n.o.             |
| 1972  | —                       | —                     | —                        | —                        | —                         | —                       | 1/8 de finale T. Okker     | M. Anderson C. Graebner | n.o.             | n.o.             |
| 1973  | —                       | —                     | —                        | —                        | —                         | —                       | 1/2 finale T. Okker        | O. Davidson Newcombe    | n.o.             | n.o.             |
| 1974  | —                       | —                     | 2e tour (1/16) T. Gorman | K. Hirai T. Sakai        | 1er tour (1/32) T. Gorman | J. Higueras M. Orantes  | 1/4 de finale Alexander    | R. Lutz S. Smith        | n.o.             | n.o.             |
| 1975  | —                       | —                     | —                        | —                        | 1/8 de finale T. Okker    | Dowdeswell A. Stone     | Finale T. Okker            | J. Connors I. Năstase   | n.o.             | n.o.             |
| 1976  | —                       | —                     | —                        | —                        | 2e tour (1/16) T. Okker   | R. Case G. Masters      | Victoire T. Okker          | P. Kronk C. Letcher     | n.o.             | n.o.             |
| 1977  | 1/4 de finale R. Tanner | Alexander P. Dent     | —                        | —                        | 1/4 de finale R. Tanner   | M. Cox C. Drysdale      | 1/4 de finale T. Okker     | K. Warwick S. Ball      | —                | —                |
| 1978  | n.o.                    | n.o.                  | —                        | —                        | 1/8 de finale Stockton    | V. Gerulaitis S. Mayer  | Finale S. Stewart          | S. Smith R. Lutz        | —                | —                |
| 1979  | n.o.                    | n.o.                  | —                        | —                        | 2e tour (1/16) S. Stewart | O. Davidson Newcombe    | 1/2 finale S. Stewart      | P. Fleming J. McEnroe   | —                | —                |
| 1980  | n.o.                    | n.o.                  | —                        | —                        | 2e tour (1/16) S. Stewart | G. Mayer S. Mayer       | 1/2 finale S. Stewart      | R. Lutz S. Smith        | —                | —                |
| 1981  | n.o.                    | n.o.                  | —                        | —                        | 2e tour (1/16) S. Stewart | A. Amritraj V. Amritraj | 1er tour (1/32) S. Stewart | M. Cahill To. Gullikson | —                | —                |
| 1982  | n.o.                    | n.o.                  | —                        | —                        | 1er tour (1/32) T. Okker  | P. McNamara P. McNamee  | 1er tour (1/32) D. Ralston | W. Fibak J. Fitzgerald  | —                | —                |

N.B. : le nom du ou de la partenaire se trouve sous le résultat ; le nom des ultimes adversaires se trouve à droite.